# Planking

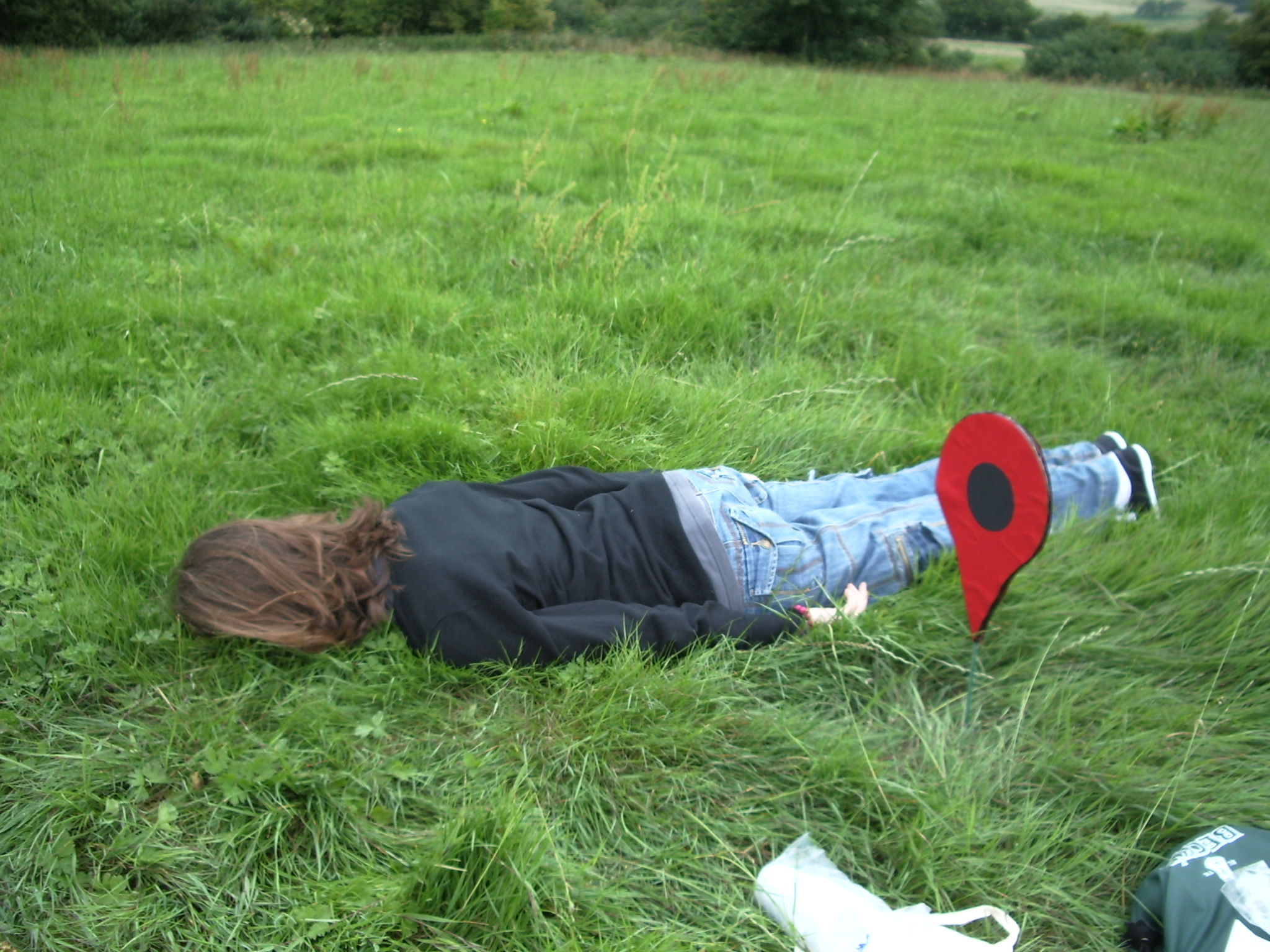

O planking (algo como o "Jogo do Deitado", Lying Down Game) é uma espécie de meme da internet que consiste no ato de ser fotografado deitado de bruços, com os braços rentes ao corpo e o rosto colado à superfície.. No dia 15 de maio de 2011, Acton Beale, um jovem australiano de vinte anos, morreu após cair de uma sacada no sétimo andar de um edifício em Brisbane, durante uma tentativa de planking. Foi a primeira vítima fatal conhecida desta atividade.
O é um meme da internet envolvendo indivíduos que são fotografados enquanto estão rigidamente deitados com o rosto virado para baixo. A prática se espalhou pela internet através do Facebook e tem sido descrita como "a mais nova maluquice" e "talvez o fenônemo mais bizarro a varrer o planeta".
No jogo, o participante deve se deitar no local mais público possível e com o máximo de pessoas envolvidas. Eles devem deitar rígidos e com as palmas das mãos viradas para trás. Não há limitações de locais, e quanto mais inusitado o local, melhor. Além disso, uma situação particularmente arriscada ou que ofereça perigo para o participante é tida como melhor.

## Controvérsia
Em Setembro de 2009, funcionários do hospital Swindon's Great Western foram punidos administrativamente por terem posado para fotografias utilizando o equipamento do hospital, como camas de ressucitação e ambulâncias.